# Edward Dunbar
Edward Dunbar, nascido a 1 de maio de 1996 em Banteer, é um ciclista irlandês membro da equipa Team INEOS.

## Palmarés
2015
- 2º no Campeonato da Irlanda em Estrada
- 2º no Campeonato da Irlanda Contrarrelógio

2016
- 1 etapa do An Post Rás
- 2º no Campeonato da Irlanda Contrarrelógio

2017
- Tour de Flandres sub-23[2]